# Донні наноси

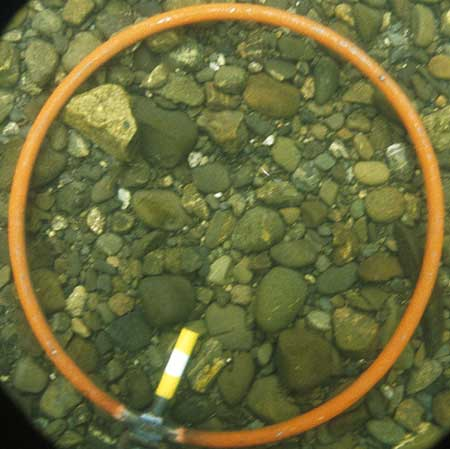
Донні відклади. Аляска. У тальвегу річки Кемпбелл-Крік на Алясці.

Донні відклади — переважно найбільші (важкі) частини (седименти), що переміщуються потоком в придонному шарі шляхом «стрибання» або перекочування, або частіше шляхом перекидання на відносно короткі відстані (сальтація). У деяких випадках ці відклади можуть викидатися висхідними вихровими потоками вверх, інколи аж до поверхні потоку. Виділення донних відкладів із загальної маси відкладів є певною мірою умовним, бо зі зміною гідравлічних характеристик потоку (глибини, швидкості течії, похилів тощо) постійно відбувається перехід деякої частини донних відкладів у завислі і навпаки. Значна частина зерен донних відкладів у період припинення руху переходить до складу донних відкладів і бере участь в утворенні руслових акумулятивних форм — донних гряд, ріфелів, кіс тощо, які при мінливому гідрологічному режимі залишаються в активному стані, тобто мають здатність переміщатися вгору і вниз по руслу залежно від генезису руслової форми рельєфу, будови русла в конкретних створах і варіацій гідравлічних характеристик потоку в різних ділянках русла. Швидкості таких переміщень різні, але можуть становити і десятки метрів на рік, що часто становить загрозу для опор і фундаментів гідротехнічних і транспортних споруд (мостів).
Швидкості утворень і переміщення грядових донних форм набагато більші на окремих ділянках русла. Гряди (донні брижі, ріфелі) можуть трансформуватися і змінювати своє розташування за інтервали часу навіть декілька секунд.